# Hassan El Fakiri
Hassan El Fakiri (Tensamán, Marruecos, 18 de abril de 1977) es un exfutbolista noruego.

## Selección nacional
Fue internacional con la selección de fútbol de Noruega, con la que jugó 8 partidos internacionales.

## Clubes
| Club                     | País     | Año         |
| ------------------------ | -------- | ----------- |
| FC Lyn Oslo              | Noruega  | 1995 - 1999 |
| SK Brann                 | Noruega  | 2000        |
| AS Mónaco                | Mónaco   | 2000 - 2001 |
| FC Lyn Oslo              | Noruega  | 2001        |
| Rosenborg BK             | Noruega  | 2001 - 2002 |
| AS Mónaco                | Mónaco   | 2002 - 2005 |
| Borussia Mönchengladbach | Alemania | 2005 - 2007 |
| SK Brann                 | Noruega  | 2007 - 2014 |

## Palmarés

### Campeonatos nacionales
| Título      | Club     | País    | Año  |
| ----------- | -------- | ------- | ---- |
| Tippeligaen | SK Brann | Noruega | 2007 |